# Tantangan
Tantangan è una municipalità di quarta classe delle Filippine, situata nella Provincia di South Cotabato, nella regione di Soccsksargen.
Tantangan è formata da 13 baranggay:
- Bukay Pait
- Cabuling
- Dumadalig
- Libas
- Magon
- Maibo
- Mangilala
- New Cuyapo
- New Iloilo
- New Lambunao
- Poblacion
- San Felipe
- Tinongcop